# Ghostbusters (2016)
Ghostbusters (vollständig Ghostbusters: Answer the Call) ist eine US-amerikanische Komödie und Neuverfilmung von Ghostbusters – Die Geisterjäger (1984). Katie Dippold schrieb das Drehbuch mit Paul Feig, der auch Regie führte. Die Hauptrollen spielen Kristen Wiig, Melissa McCarthy, Kate McKinnon und Leslie Jones.
Der US-amerikanische Kinostart war am 15. Juli 2016, in Deutschland kam der Film am 4. August 2016 in die Kinos. Regisseur Paul Feig und dem Fachblatt The Hollywood Reporter zufolge spielte der Film einen Verlust von 70 Millionen US-Dollar ein. Eine Fortsetzung sei nicht geplant. 2021 erschien mit Ghostbusters: Legacy eine Fortsetzung der Original-Filmreihe.

## Handlung
Erin Gilbert ist Doktor der Teilchenphysik und war vor Jahren Co-Autorin eines mit Dr. Abby Yates verfassten Buches über das Paranormale, das ihr inzwischen peinlich ist. Als die Existenz des Buches an ihrer Uni bekannt wird, weil Abby es auf Amazon vertreibt, verliert Erin ihre Stelle. Sie stellt Abby zur Rede, begibt sich aber dennoch zusammen mit ihr und der Ingenieurin Jillian Holtzmann zur Untersuchung einer Geistersichtung in das Haus Aldridge Mansion.
Auch die U-Bahn-Angestellte Patty Tolan sieht einen Geist und wendet sich an Erin und Abby. Zusammen mieten sich die vier Frauen ein Hauptquartier und engagieren den attraktiven, aber nicht besonders intelligenten Kevin als Sekretär. Nach dem erfolgreichen Geisterfang auf einem Rockkonzert wird das Quartett als Ghostbusters bekannt. Sie finden die Ursache der Geistererscheinungen in dem genialen Hausmeister Rowan, der glaubt, von allen Menschen schlecht behandelt zu werden. Als Rache hat er Geräte entwickelt, mit denen man Geister anziehen kann. Sein Ziel ist es, am Times Square im Keller des Mercado Hotels, in dem er arbeitet, ein Portal zur Geisterwelt zu öffnen. Als die Ghostbusters ihn und seine Portalmaschine dort aufspüren, tötet er sich selbst durch einen Stromschlag und die Maschine kann abgeschaltet werden. Der Bürgermeister dankt den Ghostbusters für ihren Einsatz, erklärt sie aber gegenüber der Öffentlichkeit zu Sensationsbetrügern.
Rowans Geist kehrt aus dem Jenseits zurück, besetzt zunächst Abby und anschließend Kevin und aktiviert die Maschine im Hotel, wodurch Unmengen von Geistern die Stadt heimsuchen. Er gibt Kevins Körper frei und erscheint schließlich in der haushohen Form des weißen Gespensts aus dem Ghostbusters-Logo. Die Ghostbusters können die Polarität des Portals schließlich umkehren, wodurch alle Geister und Rowan in das sich schließende Portal gesaugt werden, womit die Stadt gerettet ist.

## Produktion

### Entstehung
Ghostbusters – Die Geisterjäger von 1984 wurde fünf Jahre später mit Ghostbusters II fortgesetzt. Bill Murray war zuerst gegen die Fortsetzung, scherzte aber, man habe ihm letztlich zu viel Geld ins Gesicht gewinkt. Er schlug als Filmtitel „The Last of the Ghostbusters“ vor, damit kein dritter Teil mehr folgt. Harold Ramis äußerte sich skeptisch zu Ghostbusters III, weil alle älter geworden und schwierig zu vereinen seien. Bill Murray warte nur auf den LKW mit der Ladung Geld, witzelte Ramis in einem Interview. Die beiden hatten nach Unstimmigkeiten bei den Dreharbeiten zu Und täglich grüßt das Murmeltier (1993) nicht mehr zusammengearbeitet.
Ghostbusters gehörte zu dem Zeitpunkt Sony, Bill Murray, Dan Aykroyd, Harold Ramis und Ivan Reitman. Jeder konnte ein neues Projekt mit seinem Veto verhindern.
Dan Aykroyds Skript für Ghostbusters 3: Hellbent ließ die alten und neue Geisterjäger(innen) buchstäblich „zur Hölle fahren“, um den Teufel, einen Donald Trump ähnlichen Mogul, zu bekämpfen. Die Realisierung scheiterte 1999 aus Kostengründen und weil Bill Murray die Idee zu verrückt fand.
Seit 2008 arbeiteten Lee Eisenberg und Gene Stupnitsky an einem Drehbuch und ab 2012 Etan Cohen.
Venkman sollte darin zum Geist werden und Donald (das Baby aus Ghostbusters II) die neuen Geisterjäger(innen) anführen. Bill Murray sagte erneut ab.
Durch den Hackerangriff auf Sony Pictures Entertainment wurde bekannt, dass man ihn mit Rechtsmitteln umstimmen wollte.
In einer Übereinkunft verkauften alle ihre Anteile an Sony und beendeten so den 25-jährigen Stillstand in dem Franchise.
Nach dem Tod von Harold Ramis († 2014) verzichtete Ivan Reitman auf den Regieposten bei der geplanten Fortsetzung. Max Landis war als neuer Drehbuchautor im Gespräch. In seinem Treatment führte die Tochter von Egon Spengler die neuen Ghostbusters an. Das Filmstudio entschied sich jedoch für Paul Feigs Idee einer Neuverfilmung mit ausschließlich weiblichen Geisterjägern. Ivan Reitman hatte andere Vorstellungen, ließ aber Paul Feig freie Hand.
Tom Rothman, Nachfolger der entlassenen Amy Pascal, kürzte im April 2015 das Budget von 169 Millionen US-Dollar auf 154 Millionen US-Dollar. Es gab viele Testscreenings, die zu vielen Änderungen führten. Laut Dan Aykroyd waren kostenintensive Nachdreharbeiten erforderlich, weil Paul Feig vorgeschlagene Szenen fälschlicherweise für unnötig hielt. Aykroyd gab sich später selbst die Schuld, als Produzent nicht eingegriffen zu haben.

### Besetzung und Synchronisation
| Figur                 | Darsteller          | Deutscher Sprecher     |
| --------------------- | ------------------- | ---------------------- |
| Abby Yates            | Melissa McCarthy    | Anke Reitzenstein      |
| Erin Gilbert          | Kristen Wiig        | Katrin Fröhlich        |
| Patty Tolan           | Leslie Jones        | Peggy Sander           |
| Jillian Holtzmann     | Kate McKinnon       | Tanya Kahana           |
| Kevin Beckman         | Chris Hemsworth     | Tommy Morgenstern      |
| Agent Hawkins         | Michael K. Williams | Thomas Petruo          |
| Agent Rorke           | Matt Walsh          | Peter Flechtner        |
| Bürgermeister Bradley | Andy García         | Stephan Schwartz       |
| Dr. Filmore           | Charles Dance       | Friedhelm Ptok         |
| Ed Mulgrave           | Ed Begley junior    | Bodo Wolf              |
| Empfangsangestellte   | Annie Potts         | Philine Peters-Arnolds |
| Graffitikünstler      | Nate Corddry        | Roland Wolf            |
| Martin Heiss          | Bill Murray         | Oliver Kalkofe         |
| Nachrichtensprecher   | Pat Kiernan         | Frank Röth             |
| Nachrichtensprecher   | Al Roker            | Bernhard Völger        |
| Onkel Bill            | Ernie Hudson        | Jürgen Kluckert        |
| Ozzy Osbourne         | Ozzy Osbourne       | Uwe Jellinek           |
| Rebecca Gorin         | Sigourney Weaver    | Karin Buchholz         |
| Rowan North           | Neil Casey          | Gerrit Schmidt-Foß     |
| Taxifahrer            | Dan Aykroyd         | Thomas Danneberg       |
| Tourguide             | Zach Woods          | Robin Kahnmeyer        |

Am 27. Januar 2015 twitterte Paul Feig ein Foto der Hauptdarstellerinnen: Kristen Wiig, Melissa McCarthy, Kate McKinnon und Leslie Jones. Die Wunschkandidatin Emma Stone hatte es abgelehnt mitzuspielen, weil sie ein Franchise als zu große Verpflichtung empfand. Jennifer Lawrence musste aufgrund der Dreharbeiten zu X-Men: Apocalypse absagen.
Paul Feig hatte bereits bei den Filmen Brautalarm, Taffe Mädels und Spy – Susan Cooper Undercover mit Melissa McCarthy und Kristen Wiig als Hauptdarstellerinnen gearbeitet.
Aus den Originalfilmen haben Bill Murray, Dan Aykroyd, Sigourney Weaver, Ernie Hudson und Annie Potts Gastauftritte, aber nicht in ihren alten Rollen. Rick Moranis sagte, ein Auftritt ergebe für ihn keinen Sinn, und verzichtete. Bill Murray spielt den Skeptiker Dr. Martin Heiss, den ein Drachengeist aus dem Fenster stößt. Annie Potts beantwortet als unfreundliche Hotelangestellte das Telefon. Dan Aykroyd sagt als Taxifahrer den bekannten Ausspruch „I ain’t afraid of no ghosts!“. Der Besitzer des Leichenwagens und Onkel von Patty Tolan ist Ernie Hudson. Sigourney Weaver ist Rebecca Gorin, die Mentorin von Jillian Holtzmann. Robin Shelby (steckte für Ghostbusters II im Kostüm von Slimer) spricht den weiblichen Slimer. Harold Ramis taucht in Form einer bronzenen Büste im Hintergrund in der Universität auf.
Die deutsche Synchronisation übernahm die Berliner Synchron GmbH Wenzel Lüdecke. Die Dialogregie stammte von Elisabeth von Molo. Das Dialogbuch schrieb Tobias Neumann, und es wurde von Oliver Kalkofe überarbeitet.
Annie Potts, Dan Aykroyd und Ernie Hudson haben ihre selben deutschen Synchronsprecher wie in Ghostbusters – Die Geisterjäger (1984) und Ghostbusters II (1989). Arne Elsholtz, die Stimme von Bill Murray und verantwortlich für das Synchronbuch und die Dialogregie beider Ghostbusters-Filme, war im April 2016 verstorben.

### Dreharbeiten
Die Dreharbeiten unter dem Codenamen „Flapjack“ begannen am 17. Juni 2015 in Boston und endeten am 19. September 2015 in New York City.

### Musik
Das Titellied wurde von Fall Out Boy und Missy Elliott in einer Neuversion gesungen, stieß aber auf größtenteils vernichtende Reaktionen: Das Time Magazine etwa fand die Version „nightmare-inducing“ (Albtraum auslösend), und die Los Angeles Times beschrieb das Lied als „hauntingly bad“ (gespenstisch schlecht). Der Sänger des Originals, Ray Parker, Jr., bedauerte, dass man ihn nicht angerufen habe, und enthielt sich einer Bewertung.
5 Seconds of Summer sangen dazu das Lied Girls Talk Boys. Das Musikvideo basiert auf dem Film, doch der Song wird im Film nur drei Sekunden lang gespielt.
Zayn Malik, ehemaliges Mitglied der Boyband One Direction, sang einen Song names wHo für den Ghostbusters-Soundtrack.

## Veröffentlichung und Auswertung
Der Kinostart, der für den 22. Juli 2016 angekündigt war, wurde später auf den 15. Juli 2016 vorverlegt. Der deutsche Kinostart wurde vom 28. Juli 2016 auf den 4. August 2016 verschoben. Am 13. Februar 2016 führte ein versteckter Link (bit.ly/000917) in Paul Feigs Twitterprofilbild zum ersten Teaser-Trailer, der die Trailer-Premiere für den 3. März 2016 ankündigte. Am 9. März 2016 wurden internationale Trailer veröffentlicht. Nach den negativen Reaktionen auf YouTube – siehe Kontroverse im Vorfeld – wurde der zweite Trailer am 18. Mai 2016 (international zwei Tage später) nur auf anderen Plattformen wie Facebook veröffentlicht. Weitere Einblicke gab es ab dem Ghostbusters-Day am 8. Juni, dem Tag der Kino-Premiere des ersten Ghostbusters-Films.
Der Film hat am ersten Wochenende 46 Millionen US-Dollar eingenommen. Damit startete er (inflationsbereinigt) schwächer als der letzte Film von 1989. In der zweiten Woche brachen die Einnahmen stark ein.
Weltweit wurden 228 Millionen US-Dollar eingespielt. Die Gewinnschwelle liegt bei 300 bis 500 Millionen US-Dollar. Die vermuteten Ursachen für dieses Einspielergebnis seien die heftigen Gegenreaktionen in den sozialen Medien, der zunehmende Publikumswiderstand gegen Fortsetzungen und Neuverfilmungen sowie das Aufführungsverbot in China.
Die deutsche Erstausstrahlung im Free-TV erzielte am 3. März 2019 magere Einschaltquoten.

## Rezeption

### Kontroverse im Vorfeld
Bereits die Ankündigung, dass Paul Feig anstelle der lange geplanten Fortsetzung eine Neuverfilmung mit weiblicher Besetzung durchgesetzt hatte, löste im Internet einen teilweise frauenfeindlichen Shitstorm aus. Unter anderem wurde kritisiert, dass Feigs vorangegangene Filme ein überwiegend weibliches Publikum gehabt hätten, während die Zielgruppen der Ghostbusters-Filme in erster Linie Kinder und Familien gewesen seien. Sein vulgärer Humor passe nicht zum Ton der Ghostbusters-Filme. Eine im April 2015 geleakte Zusammenfassung der Handlung wurde als „lazy treatment for a treasured property“ (träge Aufbereitung eines geschätzten Guts) bezeichnet. Auf Twitter beschimpfte der Regisseur daraufhin alle Kritiker. Zum Teil wurde unabhängig vom Inhalt der geäußerten Kritik Misogynie und Sexismus unterstellt.
Der erste Trailer erhielt auf YouTube eine außergewöhnlich hohe Zahl an negativen Bewertungen und kritischen Kommentaren, welche von Sony kurzerhand gelöscht wurden. Kein anderer Trailer in der Geschichte von YouTube erhielt mehr Dislikes. Der am 3. März 2016 veröffentlichte Trailer gehört somit zu den zehn Videos auf YouTube mit den meisten negativen Bewertungen. Kritisiert wurden unter anderem der Mangel an Originalität und die schlechte Umsetzung, sowie die veralteten rassistischen Stereotypen von drei weißen Wissenschaftlerinnen und einer schwarzen U-Bahn-Angestellten.
Positiv aufgenommen hingegen wurde Kate McKinnons Darstellung der Figur Dr. Jillian Holtzmann. Melissa McCarthy fand den Hinweis auf die Ereignisse von vor 30 Jahren „sehr verwirrend“, da eine Fortsetzung suggeriert werde.
Die andauernden Missbilligungen wurden von den Filmmachern als Abneigung gegen Frauen ausgelegt. Einige sahen darin eine Strategie, die Kritik auf Sexismus-Debatten zu lenken, um so zu verhindern, dass der Film schlechte Kritiken erhält und floppt. Kevin Smith kommentierte, der Trailer wäre selbst mit männlichen Geisterjägern schlecht gewesen. Sonys Vorstandsvorsitzender war trotz Online-Bashing erfreut über die nationalen Diskussionen.
Die Website Geek.com schloss anhand des vorab veröffentlichten Romans auf ein „kaum ausgearbeitetes Drehbuch“.

### Kritik
Der Film stieß auf gemischte Resonanz, was sich auch in den Auswertungen US-amerikanischer Aggregatoren widerspiegelt. Zwar erfasst Rotten Tomatoes überwiegend wohlwollende Besprechungen und ordnet den Film dementsprechend als „Verbrieft Frisch“ ein. Zusammenfassend heißt es dort: „Ghostbusters funktioniert auf beeindruckende Weise als eigenständige übernatürliche Komödie mit wunderbaren, lockeren Darstellern – auch wenn der Film im Vergleich mit dem Original ein wenig blass wirkt.“ Laut Metacritic fallen die Bewertungen im Mittel aber nur „Durchwachsen oder Durchschnittlich“ aus.
Vulture.com fragte sich, wie das Drehbuch überhaupt „grünes Licht“ bekommen konnte. The Hollywood Reporter bewertete den Film als „unlustigen Schlamassel“ und Vanity Fair als „flache, gelegentlich charmante Enttäuschung.“ IGN störten die übertriebenen Hommagen an die vorherigen Filme. Auch Spiegel Online befand die „bisweilen sklavische Nähe zum Originalplot“ als Schwäche. Das reihenweise vollführte Zerballern von Geistern bewies für Steven Gätjen, dass die Macher das Original nicht verstanden hätten. Ein kritisches Interview mit Melissa McCarthy wurde von ihr beendet und vom Verleih Sony nicht zur Ausstrahlung autorisiert. Max Landis fand, dass der Film zwar wie Ghostbusters aussah, sich aber mehr wie Taffe Mädels anfühlte. Hazel Brugger bezeichnete das Remake in einem Interview mit dem Spiegel als „Scheißfilm“.

„Ghostbusters ist einer der schlechtesten Filme des Jahres, aus mehreren Gründen, darunter: Schlechte Schauspielerei. Einfallslos in Regie, Schnitt, Kamera und Musik. Billige Spezialeffekte. Ein leicht zu vergessender Bösewicht. Ein furchtbares Drehbuch.“

„Ghostbusters (2016) ist eine schwache Parodie des Originals. Es fehlt an Herz und Charakterentwicklung, für die die ursprünglichen Charaktere seit Jahrzehnten vom Publikum geliebt werden. Die Schuld liegt beim trägen Drehbuch und absichtlich schlechten Spezialeffekten, die uns eher ans Quellenmaterial erinnern, ohne dabei etwas Frisches oder Neues auszuprobieren.“

„Die Neuauflage der ikonischen Horrorkomödie Ghostbusters – Die Geisterjäger aus dem Jahr 1984 wird von einem spielfreudigen Ensemble getragen und überzeugt als im besten Sinne altmodische Inszenierung mit Wortwitz und komischen Momenten. Dagegen bauen die Actionszenen keine rechte Spannung auf.“

„Die Neuverfilmung von Ghostbusters hinterlässt keinen bleibenden Eindruck – weder positiv noch negativ. Einem Film kann kaum Schlechteres passieren.“

## Adaptionen und Fortsetzungen
Activision veröffentlichte ein Ghostbusters-Spiel für die PlayStation 4, Xbox One und den PC. Computer Bild nannte es eine „lieblose Lizenzversoftung“. 2016 veröffentlichte Tor Books eine Buchadaption von Nancy Holder (ISBN 978-0-7653-8843-8.)
Im Jahr 2015 wurden Pläne von Sony für ein „Universe“ bekannt: Ein Film um ein anderes Team, gefolgt von einem Crossover- und Prequelfilm, sowie eine TV-Serie.
Der nächste Film sollte von Drew Pearce geschrieben und von den Russo-Brüdern inszeniert werden. Für das gemischte Geisterjäger-Team waren unter anderen Chris Pratt und Channing Tatum angedacht. Channing Tatum zufolge wurde das Projekt jedoch zurückgestellt, um den Erfolg des Reboots abzuwarten (Interview vom Juni 2015). Anthony und Joe Russo standen aufgrund ihrer Verpflichtung an Avengers: Infinity War nicht mehr zur Verfügung. Seit Juli 2016 gilt das Projekt als aufgegeben.
Sony Pictures Animation hatte für Anfang 2018 Ghostbusters: Ecto Force ankündigt. Die Fernsehserie sollte im Jahr 2050 spielen und mehrere Geisterjäger-Teams aus der ganzen Welt zeigen.
Variety meldete am 1. Oktober 2015, dass Sony an einem Ghostbusters-Animationsfilm arbeitet. The Hollywood Reporter gab am 8. März 2016 Fletcher Moules als Regisseur bekannt. Der Kinostart sollte 2019 oder 2020 sein. Die Serie wurde daraufhin zurückgestellt.
Die Post-Credit-Szene von Ghostbusters (2016) deutete mit der Erwähnung von Zuul eine Fortsetzung an. Es gab Ideen, in einem Crossover die Neuverfilmung und den Originalfilm durch eine Parallelwelt miteinander zu verbinden. Melissa McCarthy, Kristen Wiig, Leslie Jones und Kate McKinnon hatten bereits für zwei mögliche Fortsetzungen unterschrieben. Nach dem mittelmäßigen Erfolg der Neuverfilmung galten diese im Gegensatz zu den animierten Projekten als unsicher. Das Crossover ist 2017 als Comic mit dem Titel Ghostbusters 101 erschienen und wurde mit „Ghostbusters: Answer the Call“ fortgesetzt.
Der Regisseur Paul Feig erklärte im November 2016, dass es keine Fortsetzung geben werde, da der Film Sony Pictures Entertainment einen Verlust von 70 Millionen US-Dollar eingespielt habe. Der Hollywood Reporter nennt diesen Einspielverlust den Grund, warum es keine Fortsetzung geben werde.
Ivan Reitman bestätigte im November 2016 und März 2017, dass sich weitere Realfilme in der Entwicklung befänden. Gemäß Dan Aykroyd werde es jedoch aus wirtschaftlichen Gründen keine Fortsetzung von Paul Feigs Film geben. Stattdessen arbeitete man am Skript für Ghostbusters III, der die drei verbliebenen Ghostbusters wieder vereinen sollte.
Ghostbusters: Legacy wurde am 15. Januar 2019 für Sommer 2020 angekündigt. Wegen der COVID-19-Pandemie wurde der Kinostart jedoch auf November 2021 verschoben.
Danach habe man mindestens ein oder zwei weitere Konzepte für die Ghostbusters. Außerdem schrieb Dan Aykroyd ein Drehbuch für ein Prequel: In dem Spielfilm bzw. TV-Projekt Ghostbusters High sollen sich Venkman, Spengler und Stantz erstmals 1969 in New Jersey begegnen.
Für 2024 wurde Ghostbusters: Frozen Empire angekündigt, eine Fortsetzung zu Ghostbusters: Legacy.

## Sonstiges
- Die Handlung sollte ursprünglich in Boston spielen, wo Teile des Films gedreht wurden, spielte dann jedoch in New York City. Eine ursprüngliche angedachte Fortsetzung sollte laut Feig an einem anderen Ort spielen.[39]
- Das Mercado Hotel ist dem Carbide and Carbon Building nachempfunden, das jedoch in Chicago und nicht am Times Square steht.
- Der Film ist Harold Ramis gewidmet. Eine Büste am Anfang des Films ist ihm nachempfunden.[39]
- Die Geisterjägerin Jillian Holtzmann ist wie ihre Darstellerin homosexuell.[115]
- Gertrude Aldridge basiert auf der mutmaßlichen Axtmörderin Lizzie Borden.[39]
- Obwohl Dr. Martin Heiss (Bill Murray) aus dem Fenster gestoßen wird, hätte er in einer Fortsetzung als Geist zurückkehren können.[39]
- Annie Potts fragt wie einst Janine „Whaddya want?“, ebenso Kevin auf dem Anrufbeantworter.[116]
- Der Stay Puft Marshmallow Mann ist während einer Parade als Ballon zu sehen.[116]
- Der von Dan Aykroyd gespielte Taxifahrer erinnert durch sein Fachwissen an Dr. Ray Stantz.[117]
- Des Weiteren sagt Dan Aykroyd den Satz „Ich habe keine Angst vor Gespenstern.“ Dieser Satz wird am Ende des Vorspanns jeder Folge der Serie „Real Ghostbusters“ gesagt.
- Wie in den vorherigen Filmen isst Slimer wieder Hotdogs[116] und fährt ein Fahrzeug.
- Slimers Freundin basiert auf dem Tasmanischen Teufel und seiner Frau von den Looney Tunes. In der angedachten Fortsetzung sollten sie Nachwuchs bekommen.[39]
- Auf einer Reklametafel steht der Ausspruch von Winston „That’s a big Twinkie!“ (in der deutschen Fassung: „Das wär aber ein Sandtörtchen.“)[116]
- Rowans Vernichterform wurde bereits durch die Action-Figuren und Trailer gespoilert. Der Stay Puft Marshmallow Mann im Originalfilm war 1984 eine Überraschung für das Publikum.[39]
- Der Geist im Ghostbusters-Logo wird von Dan Aykroyd und Ivan Reitman „Mooglie“ genannt.[39]
- In einer geschnittenen Szene bewirkte Rowan als Kevin, dass die alarmierte U.S. Army zu einem Lied der Bee Gees tanzt. Ausschnitte davon sind im Abspann zu sehen.[39]
- In einer Szene nach dem Abspann wird Zuul erwähnt, der Torwächter aus dem ersten Film von 1984.[107]
- 2016 erschien die Ghostbusters XXX Parody, eine Pornoparodie von Brazzers.com mit Nikki Benz, Monique Alexander und Xander Corvus.[118]
- Am Anfang des Films hören die drei Wissenschaftlerinnen Dr. Abigail Yates, Dr. Erin Gilbert und Dr. Jillian Holtzmann ein Tonband mit mysteriösen Geräuschen aus dem Chelsea Hotel ab. Das Chelsea Hotel ist eine berühmte Übernachtungsstätte in New York City, in der zahlreiche prominente Rock- und Popmusiker wie Bob Dylan oder Jimi Hendrix zeitweise verkehrten. Im Zimmer 100 des Chelsea Hotel wurde zudem im Oktober 1978 Nancy Spungen, die damalige Freundin des Sex-Pistols-Bassisten Sid Vicious, mutmaßlich von diesem erstochen; nachdem Vicious jedoch selbst am 2. Februar 1979 an einer Heroin-Überdosis gestorben war, bevor es zu einem Prozess kam, wurde die Tat niemals gerichtlich aufgeklärt.

### Weibliche Geisterjäger
Weibliche Ghostbusters waren bereits in den Zeichentrickserien The Real Ghostbusters (Janine Melnitz, Episode: „Janine, die Geisterjägerin“) und Extreme Ghostbusters (Kylie Griffin), sowie in den Ghostbusters-Comics (Melanie Ortiz) von IDW Publishing und -Videospielen wie Ghostbusters: Sanctum of Slime (Bridget Gibbons) zu sehen. Ivan Reitman zufolge sollte es in der ursprünglich geplanten Filmfortsetzung mit Dr. Anna „eine sehr wichtige weibliche Präsenz“ geben. In Filmen vor 2016 waren weibliche Ghostbusters allerdings nur in den Pornoparodien Sexbusters! (1984) und Nutbusters (2009) zu bewundern sowie in der japanischen Horrorkomödie High School GhostHustlers (はいすくーる・ゴーストバスターズ, Haisukūru Gōsutobasutāzu, 1995).